# Formador de mercado
Formador de mercado, criador de mercado ou agente de liquidez, (em inglês: market maker) é uma pessoa jurídica devidamente cadastrada na B3, que se compromete a manter ofertas de compra e venda de forma regular e contínua durante a sessão de negociação, fomentando a liquidez dos valores mobiliários, facilitando os negócios e mitigando movimentos artificiais nos preços dos produtos.  A atividade de formador de mercado está regulamentada pela instrução CVM nº 384 de 17 de março de 2003 e pelo regulamento para credenciamento do formador de mercado nos mercados administrados pela B3.

## Atuação
Os formadores de mercado devem atuar diariamente respeitando os parâmetros de atuação (quantidade mínima, spread máximo e percentual de atuação na sessão de negociação). No entanto, caso o mercado apresente comportamento atípico, com oscilações fora dos padrões regulares (decorrentes de algum fato econômico, catastrófico ou, até mesmo, algum fato positivo totalmente inesperado que altere em demasia o preço do papel), o formador de mercado poderá ter, com consenso da B3, seus parâmetros alterados ou ser liberado de suas obrigações durante a sessão de negociação.

## Spread
Spread é a diferença entre os valores de compra (bid) e venda (ask), o primeiro valor indica o preço mais alto com que pode comprar o ativo, ao passo que o segundo, o preço mais baixo com que pode vendê-lo. A diferença entre esses dois valores é o que se denomina spread. Os fazedores de mercado ganham dinheiro com o Spread,quando os investidores compram ou vendem ações.
Para compreender melhor, veja um exemplo da Petrobras (PETR4). Se oferta de compra de preço mais alto é R$ 20,10, enquanto que o preço mais baixo de uma oferta de venda é R$ 20,15, o spread bid-ask dessa ação é R$ 0,05.
Ativos com alta liquidez tem um spread menor, inclusive este é um dos indicadores de liquidez.